# Haloplasma
Haloplasma è un genere di batterio appartenente alla famiglia delle Haloplasmataceae.